# The House Next Door
The House Next Door (tạm dịch sang tiếng Việt: Ngôi nhà kế bên) là một bộ phim truyền hình tâm lý và kinh dị năm 2006 của Mỹ do Jeff Woolnough làm đạo diễn, dựa trên tiểu thuyết của nhà văn Anne Rivers Siddons. Bộ phim xoay quanh cuộc sống của đôi vợ chồng Col và Walker sống kề bên một ngôi nhà được thiết kế độc đáo giữa vùng ngoại ô. Tuy nhiên những tai họa vô cùng khủng khiếp đã dồn dập đổ xuống những chủ nhân của ngôi nhà đó.

## Nội dung phim
Col và Walker là một đôi vợ chồng sống ở một vùng ngoại ô thanh bình. Col làm công việc thiết kế nội thất tại nhà trong khi chồng cô thì đi làm. Một ngày nọ, Col được những người hàng xóm báo tin sẽ có một ngôi nhà mới được xây dựng ngay kế bên nhà cô. Ngôi nhà mới được xây dựng vô cùng hiện đại và hoành tráng, với nhiều ý tưởng táo bạo của kiến trúc sư Kim. Chủ nhân cả ngôi nhà là một đôi vợ chồng trẻ vô cùng hạnh phúc và người vợ đang mang thai đứa con đầu lòng. Nhưng Col bắt đầu cảm thấy có điều gì đó không ổn ở ngôi nhà. Trong bữa tiệc khai trương nhà mới, người chồng đã đẩy ngã cô vợ xuống bậc cầu thang khiến cô bị sẩy thai. Ngôi nhà bị đem bán.
Sau một thời gian, một đôi vợ chồng già khác mua ngôi nhà. Họ có một con trai duy nhất đã tử nạn tại Iraq và vừa mới nguôi ngoai nỗi đau. Từ khi dọn đến, những cú điện thoại bí ẩn liên tiếp gọi vào máy điện thoại. Rồi một lần, Col và bà chủ nhà đã trực tiếp nhìn thấy cảnh đứa con của đôi vợ chồng chết rất thảm khốc trên màn hình tivi. Người mẹ trở nên điên dại và cuối cùng đã treo cổ tự vẫn. Bản thân Col thì càng ngày tin rằng ngôi nhà đó đã bị quỷ ám. Tuy nhiên, chồng cô Walker và cả những người bạn hàng xóm tỏ ra không tin Col và nghĩ cô có vấn đề.
Đến lượt một gia đình ba người đến mua ngôi nhà. Họ là một gia đình tuyệt vời với người cha và người mẹ giỏi giang và cô con gái xinh xắn Belinda. Tuy nhiên sau đó, người chồng bắt đầu thay đổi tính nết và quay sang đe nẹt, dọa dẫm vợ. Cuối cùng do quá uất ức, người vợ đã dùng súng bắt chết chồng mình. Đến lượt Kim, kiến trúc sư mua lại chính ngôi nhà của anh ta. Hai vợ chồng Col và Walker giờ đều nhận thấy ngôi nhà kế bên đầy rẫy ác quỷ. Họ đột nhập vào ngôi nhà lúc nửa đêm rồi xả khí gas. Ngôi nhà bị nổ tung và Kim cũng bị chết trong đấy. Về phần hai vợ chồng Col và Walker, họ sống tiếp những tháng ngày hạnh phúc với cô con gái nuôi Belinda của gia đình xấu số từng sở hữu ngôi nhà. Bộ phim kết thúc trong cảnh một đôi vợ chồng trẻ khác dự định xây nhà và chọn đúng bản thiết kế ngôi nhà mà Kim để lại.

## Diễn viên
- Lara Flynn Boyle - Col Kennedy
- Colin Ferguson - Walker
- Noam Jenkins - Norman Greene
- Julie Stewart - Anita
- Heather Hanson - Claire
- Charlotte Sullivan - Pie Harrelson
- Natalie Lisinska - Eloise
- Heidi von Palleske - Virginia Guthrie
- Aidan Devine - Buck
- Stephen Amell - Buddy Harrelson
- Peter MacNeill
- Mark-Paul Gosselaar as Kim
- Emma Campbell	- Suzannah Greene
- Niamh Wilson - Belinda Greene
- Scott Gibson - Roger
- Trevor Bain - Tyler
- Evan Williams - Toby
- Michael Scratch - Josh
- Megan Vincent	- Natalie
- Kasia Vassos - Chrissie
- Sean Orr - Charles
- Victoria Fodor - khách hàng
- Jef Mallory - người chuyển phát nhanh
- Sal Scozzari - phóng viên trên TV
- Ben Lewis - anh chàng giao pizza